# エルネスト・ペレイラ
エルネスト・ホセ・ペレイラ・ガルシア（Ernesto Jose Pereira Garcia、1982年5月6日 - ）はベネズエラ出身のクロアチアのプロ野球選手（投手）。左投左打。NPBでは育成選手であった。

## 来歴・人物
各国を転々とした後、2005年はクロアチア国内リーグのナダ・スプリットとベネズエラ国内リーグでプレー。
2006年、クラウディオ・ガルバと共に中日ドラゴンズにテスト生として入団。育成選手として登録されたものの支配下選手登録されることはなく、8月に戦力外通告を受けた。
その後、クロアチア国籍を取得し2007年からクロアチア代表選手としてプレー。2009年に行われたIBAFワールドカップ初出場に貢献。復帰したクロアチアリーグでは野手としても活躍している。
2014年はスイスの野球リーグであるベルン・カージナルスで選手兼任コーチとしてプレーしている。
2018年からクロアチア代表のアシスタントコーチを務めるとともに、フィットネストレーナーとして活動している。

## 詳細情報

### 年度別投手成績
- 一軍公式戦出場なし

### 背番号
- 200 （2006年）